# Marc Micheli
Marc Micheli  ( * 1844 - 1902 ) fue un botánico suizo con una actuación notabilísima en Paraguay.
Entre 1883 y 1897, Micheli publica una serie de "Contribuciones a la Flora del Paraguay" sobre la base de diferentes trabajos efectuados en las regiones limítrofes, por ejemplo la célebre "Flora Brasiliensis". Durante esas investigaciones Micheli comprueba que un buen número de las colecciones realizadas por Balansa no habían sido estudiadas, lo que motivó esa serie de trabajos.

## Algunas publicaciones

### Libros
- Sachs, J. Physiologie Végétale. Recherches sur les conditions d´existence des plantes et sur le jeu de leurs organes. Trad. Marc Micheli. Ginebra 1868. VIII-543 pp. Ilustr. con dibujos y estados en el texto. Traducción del alemán al francés
- 1896. Le Jardin du Crest, notes sur es végétaux cultivés en plein air au château du Crest près Genève. Ed. Impr. de Rey. 229 pp.

- La abreviatura «Micheli» se emplea para indicar a Marc Micheli como autoridad en la descripción y clasificación científica de los vegetales.[3]